# Dvojina (film)
Ta članek govori o filmu iz leta 2013 v slovensko-danski koprodukciji. Za ameriški neodvisni film iz leta 2008 pa je original istoimenski naslov v angleščini Dual (Dvojina) katerega režiser je Steven R. Monroe.
Dvojina (angleško: Dual) je slovenski film režiserja Nejca Gazvode iz leta 2013 v slovensko-danski koprodukciji.
Film je doživel svetovno premiero 3. julija 2013 na 48. mednarodnem filmskem festivalu v čeških Karlovih Varih. Slovensko premiero je film doživel 17. avgusta 2013 na Ljubljanskem gradu pod okriljem Kinodvora. Na rednem kino sporedu pa je bil od 22. avgusta 2013 dalje.